# Martin Gero
Martin Gero (Zwitserland, 1977) is een Canadese scenarioschrijver en producent voor Stargate Atlantis en maker van de tv-serie Blindspot.
Gero werd geboren in Zwitserland, maar spendeerde een groot gedeelte van zijn jeugd in Ottawa, Ontario. Hij ging naar Canterbury High School for Dramatic Arts en naar Ryerson University in Toronto, waar hij in zijn laatste jaar stopte met de opleiding. Hij schreef en regisseerde Young People Fucking, een favoriet bij het Toronto International Film Festival in het onderdeel romantische komedie. Verder is hij uitvoerend producent van Stargate Universe, Stargate Atlantis en Stargate SG-1.

## Filmografie
- Blindspot
- Stargate Universe
- Stargate: Atlantis
- Stargate SG-1